# Quadern (plec)
|  | Per a altres significats, vegeu «Quadern». |

Diferents tipus de plegat d'un quadern

Un quadern o plec, és un full plegat formant un conjunt de pàgines, que s'obté en un estadi del procés de producció d'un llibre. A aquest format s'hi arriba normalment doblegant els fulls de paper un cop impresos i abans de la seva enquadernació.
En el procés de producció de llibres, els fulls de paper impresos poden contenir diverses pàgines a cada cara i hauran de ser plegats el nombre de vegades que siguin necessàries, per tal d'aconseguir la mida final volguda, i poder finalment tallar-los.
Un foli és el cas en què el full imprès s'ha plegat només una vegada, i en cada full s'imprimeixen dues pàgines per cada costat. Si es plega dues vegades (in-quarto), s'obtindrien quatre pàgines per costat i si es plega tres vegades (in-octauo), 8 pàgines per costat.
Els fulls doblegats d'aquesta manera formen un quadern, que prové del llatí quaterni (quatre), perquè a l'origen, els quaderns tenien quatre pàgines de grandària foli. Genèricament es pot dir que un llibre està compost per diversos quaderns cosits.

## Mides de llibres
Generalment i segons la mida del full inicial (encara que n'hi ha d'altres):
| - | in-plano | in-folio  | in-4°     | in-8°       | in-16       | in-18       |
| - | -------- | --------- | --------- | ----------- | ----------- | ----------- |
| - | 63 × 90  | 45 × 63   | 31,5 × 45 | 22,5 × 31,5 | 15,7 × 22,5 | 15 × 21     |
| - | 55 × 70  | 35 × 55   | 27,5 × 35 | 17,5 × 27,5 | 13,7 × 17,5 | 11,6 × 13,8 |
| - | 50 × 65  | 32,5 × 50 | 25 × 32,5 | 16,2 × 25   | 12,5 × 16,2 | 10,8 × 16,6 |
| - | 45 × 56  | 28 × 45   | 22,5 × 28 | 14 × 22,5   | 11,2 × 14   | 9,3 × 15    |
| - | 40 × 52  | 26 × 40   | 20 × 26   | 13 × 20     | 10 × 13     | 8,6 × 13,3  |
| - | 36 × 46  | 23 × 36   | 18 × 23   | 11,5 × 18   | 9 × 11,5    | 7,7 × 12    |